# Sphaerophoria retrocurva
Sphaerophoria retrocurva är en tvåvingeart som beskrevs av Hull 1944. Sphaerophoria retrocurva ingår i släktet sländblomflugor, och familjen blomflugor. Inga underarter finns listade i Catalogue of Life.